# Коростенська міська рада
Коросте́нська міська́ ра́да — орган місцевого самоврядування Коростенської міської територіальної громади Коростенського району Житомирської області з розміщенням у місті Коростені, що має статус міста обласного значення.

## Склад ради

### VIII скликання
Рада складається з 38 депутатів та голови.
25 жовтня 2020 року, на чергових місцевих виборах, було обрано 38 депутатів ради, з них (за суб'єктами висування): «Слуга народу» та «Опозиційна платформа — За життя» — по 8, «Наш край» — 6, «Європейська Солідарність» — 4, «Ліва опозиція», Всеукраїнське об'єднання «Батьківщина», Радикальна партія Олега Ляшка та «За майбутнє» — по 3.
Головою громади обрали позапартійного висуванця партії «Наш край» Володимира Москаленка, чинного міського голову.

### VII скликання
За результатами місцевих виборів 2015 року депутатами ради стали:

#### За суб'єктами висування
| Суб'єкт висування                                          | Кількість обраних депутатів | %     |
| ---------------------------------------------------------- | --------------------------- | ----- |
| Політична партія «Наш край»                                | 6                           | 17.65 |
| Політична партія «Українське Об'єднання патріотів — УКРОП» | 6                           | 17.65 |
| Партія Блок Петра Порошенка «Солідарність»                 | 5                           | 14.71 |
| Політична партія «Опозиційний блок»                        | 5                           | 14.71 |
| Політична партія Всеукраїнське об'єднання «Батьківщина»    | 5                           | 14.71 |
| Політична партія «Нова держава»                            | 4                           | 11.76 |
| Радикальна партія Олега Ляшка                              | 3                           | 8.82  |

#### За округами
| № округу                                                   | Прізвище, ім'я, по батькові       | Дата нар.  | Освіта | Партійна приналежність                                           | Відомості |
| ---------------------------------------------------------- | --------------------------------- | ---------- | ------ | ---------------------------------------------------------------- | --- |
| Політична партія «Наш край»                                |                                   |            |        |                                                                  | |
| пк                                                         | Куницький Василь Іванович         | 14.07.1953 | вища   | безпартійний                                                     | Приватне акціонерне товариство «Коростенский завод залізобетонних шпал», голова правління                           |
| 5                                                          | Шишук Яків Омелянович             | 27.06.1949 | вища   | безпартійний                                                     | Коростенський пансіонат геріатричного типу, директор                                                                |
| 26                                                         | Стужук Володимир Миколайович      | 01.06.1974 | вища   | безпартійний                                                     | Приватне підприємство «Тріада С», директор                                                                          |
| 24                                                         | Вигівський Володимир Васильович   | 18.01.1960 | вища   | безпартійний                                                     | Виконавчий комітет Коростенської міської рад, перший заступник міського голови                                      |
| 15                                                         | Андрушенко Олексій Анатолійович   | 23.08.1981 | вища   | безпартійний                                                     | Коростенське управління Державної казначейської служби України, заступник начальника                                |
| 19                                                         | Заєць Микола Анатолійович         | 27.01.1984 | вища   | безпартійний                                                     | Комунальне підприємство «Коростенська центральна міська аптека№ 1», завідувач                                       |
| ПОЛІТИЧНА ПАРТІЯ «УКРАЇНСЬКЕ ОБ'ЄДНАННЯ ПАТРІОТІВ — УКРОП» |                                   |            |        |                                                                  | |
| пк                                                         | Науменко Віталій Анатолійович     | 10.11.1971 | вища   | член ПОЛІТИЧНОЇ ПАРТІЇ «УКРАЇНСЬКЕ ОБ'ЄДНАННЯ ПАТРІОТІВ — УКРОП» | Приватне підприємство «ДРУК», директор                                                                              |
| 30                                                         | Волкова Оксана Володимирівна      | 27.06.1975 | вища   | член ПОЛІТИЧНОЇ ПАРТІЇ «УКРАЇНСЬКЕ ОБ'ЄДНАННЯ ПАТРІОТІВ — УКРОП» | Газета «Наш Коростень», редактор                                                                                    |
| 8                                                          | Грищенко Сергій Володимирович     | 14.03.1976 | вища   | член ПОЛІТИЧНОЇ ПАРТІЇ «УКРАЇНСЬКЕ ОБ'ЄДНАННЯ ПАТРІОТІВ — УКРОП» | Приватне підприємство Грищенко С. В., директор                                                                      |
| 12                                                         | Грищенко Леся Леонідівна          | 02.01.1974 | вища   | член ПОЛІТИЧНОЇ ПАРТІЇ «УКРАЇНСЬКЕ ОБ'ЄДНАННЯ ПАТРІОТІВ — УКРОП» | тимчасово не працює                                                                                                 |
| 11                                                         | Ярошевець Сергій Васильович       | 01.09.1975 | вища   | член ПОЛІТИЧНОЇ ПАРТІЇ «УКРАЇНСЬКЕ ОБ'ЄДНАННЯ ПАТРІОТІВ — УКРОП» | Приватне акціонерне товариство «Коростенський завод МДФ», юрист-консульт                                            |
| 4                                                          | Соколовський Сергій Васильович    | 19.04.1973 | вища   | член ПОЛІТИЧНОЇ ПАРТІЇ «УКРАЇНСЬКЕ ОБ'ЄДНАННЯ ПАТРІОТІВ — УКРОП» | Товариство з обмеженою відповідальністю «УКРПАЛЕСИСТЕМ», фахівець з автоматизації бізнес-процесів                   |
| ПАРТІЯ "БЛОК ПЕТРА ПОРОШЕНКА «СОЛІДАРНІСТЬ»                |                                   |            |        |                                                                  | |
| пк                                                         | Яблонський Павло Євгенійович      | 27.02.1971 | вища   | член ПАРТІЇ "БЛОК ПЕТРА ПОРОШЕНКА «СОЛІДАРНІСТЬ»                 | ТОВ Оріон-сіті, директор                                                                                            |
| 34                                                         | Савінський Павло Зінаїдович       | 16.02.1959 | вища   | член ПАРТІЇ "БЛОК ПЕТРА ПОРОШЕНКА «СОЛІДАРНІСТЬ»                 | ТДВ «Коростенський щебзавод», директор                                                                              |
| 17                                                         | Грищенко Віталій Васильович       | 16.04.1985 | вища   | член ПАРТІЇ "БЛОК ПЕТРА ПОРОШЕНКА «СОЛІДАРНІСТЬ»                 | Локомотивне Депо м. Коростень ПЗЗ, слюсар                                                                           |
| 23                                                         | Назарчук Валерій Миколайович      | 21.05.1962 | вища   | безпартійний                                                     | Рада профспілки залізничників на ПЗЗ, правовий інспектор праці                                                      |
| 30                                                         | Довгалюк Анатолій Павлович        | 15.09.1959 | вища   | член ПАРТІЇ "БЛОК ПЕТРА ПОРОШЕНКА «СОЛІДАРНІСТЬ»                 | Коростенська ДЮСШ, директор                                                                                         |
| політична партія Всеукраїнське об'єднання «Батьківщина»    |                                   |            |        |                                                                  | |
| пк                                                         | Боровков Володимир Валентинович   | 25.02.1962 | вища   | член політичної партії Всеукраїнське об'єднання «Батьківщина»    | приватний підприємець                                                                                               |
| 18                                                         | Лиштва Олександр Григорович       | 30.06.1960 | вища   | член політичної партії Всеукраїнське об'єднання «Батьківщина»    | Коростенська ЦРП, дитячий лікар                                                                                     |
| 13                                                         | Васьківський Сергій Володимирович | 19.06.1965 | вища   | член політичної партії Всеукраїнське об'єднання «Батьківщина»    | ПАТ «Коростенська райагропромтехніка», генеральний директор                                                         |
| 28                                                         | Безпалько Віра Петрівна           | 15.12.1959 | вища   | член політичної партії Всеукраїнське об'єднання «Батьківщина»    | Відділ торгівлі та послуг Управління економіки виконавчого комітету Коростенської міської ради, завідувачка відділу |
| 2                                                          | Любочко Світлана Миколаївна       | 04.05.1967 | вища   | безпартійна                                                      | ТОВ «Автосвіт ЛТД», консультант з економічних питань                                                                |
| Політична Партія «Опозиційний блок»                        |                                   |            |        |                                                                  | |
| пк                                                         | Ходаківський Віктор Васильович    | 11.10.1966 | вища   | член Політичної Партії «Опозиційний блок»                        | Коростенська міська радаЖитомирської області, секретар міської ради                                                 |
| 16                                                         | Олексійчук Олександр Степанович   | 15.08.1972 | вища   | безпартійний                                                     | ПрАТ «Коростенський завод МДФ», начальник відділу постачання                                                        |
| 27                                                         | Дідківський Вадим Миколайович     | 20.10.1972 | вища   | безпартійний                                                     | тимчасово не працює                                                                                                 |
| 33                                                         | Гречко Ольга Петрівна             | 27.10.1982 | вища   | член Політичної Партії «Опозиційний блок»                        | Виконавчий комітет Коростенської міської ради, головний спеціаліст відділу міської ради                             |
| 4                                                          | Гурінчук Андрій Вікторович        | 01.02.1984 | вища   | безпартійний                                                     | Коростенська ДЮСШ, старший тренер- викладач                                                                         |
| Політична партія «Нова держава»                            |                                   |            |        |                                                                  | |
| пк                                                         | Кіт Роман Остапович               | 09.10.1957 | вища   | безпартійний                                                     | Коростенська ЦМЛ, завідувач акушерно-гінекологічним відділенням                                                     |
| 22                                                         | Єсін Ігор Володимирович           | 28.06.1976 | вища   | безпартійний                                                     | Управління праці та соціального захисту населення міської ради, начальник                                           |
| 32                                                         | Волківська Любов Миколаївна       | 14.02.1966 | вища   | безпартійна                                                      | Коростенська ЗОШ № 5, директор                                                                                      |
| 34                                                         | Геращенко Оксана Олександрівна    | 17.06.1973 | вища   | безпартійна                                                      | Дошкільний навчальний заклад № 22, завідувачка                                                                      |
| Радикальна партія Олега Ляшка                              |                                   |            |        |                                                                  | |
| пк                                                         | Лазаренко Валентина Володимирівна | 23.07.1982 | вища   | безпартійна                                                      | Загальноосвітня середня школа № 13, практичний психолог                                                             |
| 31                                                         | Данілов Олексій Миколайович       | 15.01.1985 | вища   | безпартійний                                                     | Приватне підприємство «ДАН-3», директор                                                                             |
| 33                                                         | Лазаренко Анатолій Іванович       | 21.09.1977 | вища   | безпартійний                                                     | тимчасово не працює                                                                                                 |

### VI скликання
За результатами місцевих виборів 2010 року депутатами ради стали:

#### За суб'єктами висування
| Суб'єкт висування                                       | Кількість обраних депутатів | %  |
| ------------------------------------------------------- | --------------------------- | -- |
| Партія регіонів                                         | 25                          | 50 |
| Комуністична партія України                             | 10                          | 20 |
| Політична партія Всеукраїнське об'єднання «Батьківщина» | 4                           | 8  |
| Політична партія «Фронт Змін»                           | 4                           | 8  |
| Народна партія                                          | 2                           | 4  |
| Політична партія «Сильна Україна»                       | 2                           | 4  |
| Політична партія «УДАР»                                 | 2                           | 4  |
| Єдиний Центр                                            | 1                           | 2  |

#### За округами
| № округу                                                                             | Прізвище, ім'я, по батькові      | Дата визнання обраним | Освіта             | Партійна приналежність                                                                     | Відомості про обраного депутата |
| ------------------------------------------------------------------------------------ | -------------------------------- | --------------------- | ------------------ | ------------------------------------------------------------------------------------------ | --- |
| Єдиний Центр                                                                         |                                  |                       |                    |                                                                                            | |
| 20                                                                                   | Кузнєцов Юрій Васильович         | 04.11.2010            | вища               | член Єдиного Центру                                                                        | Свято-Покровський храм м. Коростень, настоятель                                                                                                 |
| Комуністична партія України                                                          |                                  |                       |                    |                                                                                            | |
| б/м                                                                                  | Омельянчук Володимир Пилипович   | 04.11.2010            | вища               | член Комуністичної партії України                                                          | Коростенський міськком КПУ, перший секретар |
| б/м                                                                                  | Сатяєва Катерина Максимівна      | 04.11.2010            | вища               | член Комуністичної партії України                                                          | Міська рада, секретар міськради |
| б/м                                                                                  | Гресь Олексій Петрович           | 04.11.2010            | вища               | член Комуністичної партії України                                                          | Коростенський міськком КПУ, другий секретар міськкому КПУ                                                                                       |
| б/м                                                                                  | Краснокутська Алла Володимирівна | 04.11.2010            | вища               | позапартійна                                                                               | Коростенський міський відділ освіти, начальник міського відділу освіти                                                                          |
| б/м                                                                                  | Железко Володимир Дем'янович     | 04.11.2010            | вища               | член Комуністичної партії України                                                          | Коростенський відділ культури міськвиконкому, головний спеціаліст відділу культури та туризму                                                   |
| 4                                                                                    | Шишук Яків Омелянович            | 04.11.2010            | вища               | член Комуністичної партії України                                                          | Коростенський центр соціального захисту громадян похилого віку, директор                                                                        |
| 5                                                                                    | Стретович Наталія Василівна      | 04.11.2010            | вища               | член Комуністичної партії України                                                          | Коростенська ЦМЛ, лікар |
| 14                                                                                   | Кіт Роман Остапович              | 04.11.2010            | вища               | член Комуністичної партії України                                                          | Коростенська ЦМЛ, пологове відділення, завідувач                                                                                                |
| 24                                                                                   | Волківська Любов Миколаївна      | 04.11.2010            | вища               | член Комуністичної партії України                                                          | Коростенський міський відділ освіти, директор ЗОШ 5                                                                                             |
| 25                                                                                   | Волошенко Віра Миколаївна        | 04.11.2010            | вища               | член Комуністичної партії України                                                          | Коростенський міський відділ освіти, директор ЗОШ 13                                                                                            |
| Народна Партія                                                                       |                                  |                       |                    |                                                                                            | |
| б/м                                                                                  | Михайлова Світлана Миколаївна    | 04.11.2010            | вища               | член Народної партії                                                                       | Центральне Коростенське відділення АТ «Райффайзен Банк Аваль», начальник відділення                                                             |
| 23                                                                                   | Волківський Анатолій Миколайович | 04.11.2010            | вища               | член Народної партії                                                                       | Коростенська ЦМЛ, наркологічне відділення, завідувач відділенням                                                                                |
| Партія регіонів                                                                      |                                  |                       |                    |                                                                                            | |
| б/м                                                                                  | Баранівська Тетяна Миколаївна    | 04.11.2010            | вища               | член Партії регіонів                                                                       | Комунальне підприємство теплозабезпечення, директор                                                                                             |
| б/м                                                                                  | Стужук Володимир Миколайович     | 04.11.2010            | вища               | член Партії регіонів                                                                       | Мале приватне підприємство «Тріада С.», директор                                                                                                |
| б/м                                                                                  | Костюшко Надія Володимирівна     | 04.11.2010            | вища               | член Партії регіонів                                                                       | ЗАТ «Арсанія», директор |
| б/м                                                                                  | Трибушко Сергій Васильович       | 04.11.2010            | вища               | член Партії регіонів                                                                       | ТОВ «Марконті», тім-лідер |
| б/м                                                                                  | Максименко Андрій Олександрович  | 04.11.2010            | середня спеціальна | член Партії регіонів                                                                       | фізична особа-підприємець |
| б/м                                                                                  | Мурга Ігор Сергійович            | 04.11.2010            | вища               | член Партії регіонів                                                                       | Публічне акціонерне товариство «Укрсиббанк», керуючий                                                                                           |
| б/м                                                                                  | Калінін Роман Сергійович         | 04.11.2010            | вища               | член Партії регіонів                                                                       | ТОВ «Житомир правовий», генеральний директор |
| б/м                                                                                  | Барилюк Сергій Миколайович       | 04.11.2010            | вища               | член Партії регіонів                                                                       | фізична особа-підприємець |
| б/м                                                                                  | Микитчук Олександр Федорович     | 04.11.2010            | вища               | член Партії регіонів                                                                       | Коростенський міський центр соціальних служб для сім'ї, дітей та молоді, директор                                                               |
| 1                                                                                    | Бондарчук Максим Валерійович     | 04.11.2010            | вища               | член Партії регіонів                                                                       | Приватне підприємство «MAXIMA-COMP», генеральний директор                                                                                       |
| 2                                                                                    | Грищенко Олена Миколаївна        | 04.11.2010            | середня спеціальна | член Партії регіонів                                                                       | Комунальне підприємство теплозабезпечення, начальник юридичного відділу                                                                         |
| 3                                                                                    | Зінюк Олександр Артемович        | 04.11.2010            | вища               | позапартійний                                                                              | Управління житлово-комунального господарства виконкому Коростенської міської ради, начальник інспекції                                          |
| 6                                                                                    | Жидких Степан Степанович         | 04.11.2010            | вища               | позапартійний                                                                              | Навчально виробниче підприємство Українське товариство сліпих, директор                                                                         |
| 7                                                                                    | Матвієнко Микола Дем'янович      | 04.11.2010            | вища               | член Партії регіонів                                                                       | ТОВ «Гудок», директор |
| 8                                                                                    | Зіневич Сергій Олександрович     | 04.11.2010            | вища               | член Партії регіонів                                                                       | Коростенський районний нотаріальний округ, приватний нотаріус                                                                                   |
| 9                                                                                    | Білошицький Юрій Володимирович   | 04.11.2010            | середня            | член Партії регіонів                                                                       | фізична особа-підприємець |
| 10                                                                                   | Харакоз Наталія Вікторівна       | 04.11.2010            | вища               | позапартійна                                                                               | Коростенський міський центр зайнятості, директор                                                                                                |
| 11                                                                                   | Головійчук Олег Сергійович       | 04.11.2010            | вища               | позапартійний                                                                              | Коростенський завод теплотехнічного обладнання, директор                                                                                        |
| 12                                                                                   | Сергієнко Павло Миколайович      | 04.11.2010            | вища               | член Партії регіонів                                                                       | фізична особа-підприємець |
| 15                                                                                   | Загоровський Юрій Григорович     | 04.11.2010            | вища               | член Партії регіонів                                                                       | Виробниче підприємство «Коростенське відділення Держенергонагляд України у центральному регіоні», начальник                                     |
| 16                                                                                   | Науменко Анатолій Іванович       | 04.11.2010            | вища               | член Партії регіонів                                                                       | Мале приватне підприємство фірма «Друкар», директор                                                                                             |
| 17                                                                                   | Яременко Василь Васильович       | 04.11.2010            | вища               | позапартійний                                                                              | Коростенська дирекція залізничних перевезень, начальник                                                                                         |
| 18                                                                                   | Продащук Леонід Володимирович    | 04.11.2010            | вища               | позапартійний                                                                              | Коростенська дирекція залізничних перевезень Державного територіального галузевого об'єднання Південно-західної залізниці, заступник начальника |
| 19                                                                                   | Абрамович Василь Степанович      | 04.11.2010            | вища               | позапартійний                                                                              | Коростенська дирекція дистанції сигналізації та зв'язку Державного територіального галузевого об'єднання Південно-західної залізниці, начальник |
| 22                                                                                   | Ходаківський Віктор Васильович   | 04.11.2010            | вища               | член Партії регіонів                                                                       | Коростенський міський ліцей, директор |
| Політична партія Всеукраїнське об'єднання «Батьківщина»                              |                                  |                       |                    |                                                                                            | |
| б/м                                                                                  | Боровков Володимир Валентинович  | 04.11.2010            | вища               | член Всеукраїнського об'єднання «Батьківщина»                                              | ГО Агенція регіонального розвитку, виконавчий директор                                                                                          |
| б/м                                                                                  | Бафадаров Юрій Бафадарович       | 04.11.2010            | вища               | член Всеукраїнського об'єднання «Батьківщина»                                              | ВАТ «Коростенський машинобудівний завод», голова правління                                                                                      |
| б/м                                                                                  | Лінькова Людмила Володимирівна   | 04.11.2010            | вища               | член Всеукраїнського об'єднання «Батьківщина»                                              | ТОВ «Продцентр- плюс»", директор |
| б/м                                                                                  | Ходаківська Валентина Пилипівна  | 04.11.2010            | вища               | член Всеукраїнського об'єднання «Батьківщина»                                              | Приватне торгово-посередницьке підприємство «Морозко», заступник керівника                                                                      |
| Політична партія «Сильна Україна»                                                    |                                  |                       |                    |                                                                                            | |
| б/м                                                                                  | Новицька Євгенія Іванівна        | 04.11.2010            | вища               | член Політичної партії «Сильна Україна»                                                    | Коростенський міськвиконком, начальник відділу                                                                                                  |
| 21                                                                                   | Дідківський Вадим Миколайович    | 04.11.2010            | вища               | член Політичної партії «Сильна Україна»                                                    | ЗАТ «MARSMALL», керівник відділку зовнішніх зв'язків                                                                                            |
| Політична партія «УДАР (Український Демократичний Альянс за Реформи) Віталія Кличка» |                                  |                       |                    |                                                                                            | |
| б/м                                                                                  | Василюк Юрій Петрович            | 04.11.2010            | вища               | член Політичної партії «УДАР (Український Демократичний Альянс за Реформи) Віталія Кличка» | Коростенська міська рада, депутат |
| б/м                                                                                  | Лісовський Андрій Валерійович    | 04.11.2010            | вища               | член Політичної партії «УДАР (Український Демократичний Альянс за Реформи) Віталія Кличка» | ТОВ «Автомир», завідувач |
| Політична партія «Фронт Змін»                                                        |                                  |                       |                    |                                                                                            | |
| б/м                                                                                  | Дмитрук Сергій Васильович        | 04.11.2010            | вища               | член Політичної партії «Фронт Змін»                                                        | Об'єднаний Коростенський міськрайонний контрольно-ревізійний відділ, начальник                                                                  |
| б/м                                                                                  | Іванов Сергій Сергійович         | 04.11.2010            | середня            | член Політичної партії «Фронт Змін»                                                        | ТОВ «Фонстор Україна», старший експерт |
| б/м                                                                                  | Заставська Наталя Василівна      | 04.11.2010            | середня            | член Політичної партії «Фронт Змін»                                                        | фізична особа-підприємець |
| 13                                                                                   | Лиштва Олександр Григорович      | 04.11.2010            | вища               | член Політичної партії «Фронт Змін»                                                        | Центральна міська лікарня, лікар-педіатр |

### Керівний склад попередніх скликань
| Прізвище, ім'я, по батькові     | Основні відомості                                                                    | Суб'єкт висування | Дата обрання | Дата звільнення |
| ------------------------------- | ------------------------------------------------------------------------------------ | ----------------- | ------------ | --------------- |
| Москаленко Володимир Васильович | Міський голова, 1953 року народження, освіта вища, член Комуністичної партії України |                   | 26.03.2006   | 31.10.2010      |
| Москаленко Володимир Васильович | Міський голова, 1953 року народження, освіта вища, член Комуністичної партії України |                   | 31.10.2010   | 25.10.2015      |
| Москаленко Володимир Васильович | Міський голова, 1953 року народження, освіта вища, безпартійний                      | Самовисування     | 25.10.2015   | 25.10.2020      |
| Москаленко Володимир Васильович | Міський голова, 1953 року народження, освіта вища, безпартійний                      | «Наш край»        | 25.10.2020   |                 |

Примітка: таблиця складена за даними сайту Верховної Ради України та ЦВК

## Історія
Коростенська міська рада утворена в 1926 році.
Від 1 червня 1935 року до 28 лютого 1940 року до складу міської ради входили сільські ради Коростенського району, котрий у вказані роки не існував.
З 22 вересня 1937 року місто Коростень увійшло до складу новоствореної Житомирської області.
До 2020 року — адміністративно-територіальна одиниця у Житомирській області з площею території — 42,31 км², населенням — 65 112 осіб (станом на 1 серпня 2015 року) та підпорядкуванням м. Коростень.